# 拉斯洛五世
拉斯洛五世（遗腹子）（匈牙利語：V.（Utószülött）László；1440年2月22日—1457年11月23日），哈布斯堡王朝的匈牙利国王（1444年—1457年），波希米亞選侯和奥地利公爵（1440年—1457年）。
拉斯洛五世是德意志、匈牙利和波希米亚国王阿尔布雷希特二世（奥地利大公阿尔布雷希特五世）唯一的儿子。1439年，阿尔布雷希特二世在抵抗奥斯曼帝国入侵的战争中死于匈牙利王國境内的奈斯梅伊。当阿尔布雷希特死时，他的妻子伊丽莎白正在怀孕，故奥地利和波希米亚等国的王位只有等孩子生下来之后才有人继承。这个孩子就是拉斯洛五世，他出生于父亲去世4个月之后，因此得到绰号“遗腹子”。
拉斯洛五世一出生就继承了奥地利大公的头衔，並有波希米亚王国的繼承權，而德意志选侯选择他的堂叔、内奥地利公爵腓特烈五世继任王位，后者在1452年加冕为神圣罗马皇帝。拉斯洛的母亲还想为他保住匈牙利的王位，但是以匈雅提·亚诺什为首的匈牙利大贵族挫败了这个图谋，他们在巴陶塞克战役中击败了支持哈布斯堡家族的另一派贵族。贵族们选举波兰国王瓦迪斯瓦夫三世为匈牙利国王（即瓦迪斯瓦夫一世）；伊丽莎白为了阻止瓦迪斯瓦夫一世的加冕把匈牙利的圣伊什特万王冠偷了出来。伊丽莎白领着孩子去寻求腓特烈五世的庇护，结果后者为了获得在奥地利的统治权将他们软禁。
1444年11月10日，乌拉斯洛一世在抗击奥斯曼帝国的瓦尔纳战役中阵亡。匈牙利贵族决定让拉斯洛五世继承王位，他们派出使者到维也纳要求腓特烈五世释放伊丽莎白母子并归还王冠，遭到后者拒绝。贵族们选举匈雅提·亚诺什为匈牙利摄政，同时在波希米亚，波杰布拉德的伊日获得了同样的地位。
1452年，奥地利贵族冲入王宫强行释放了拉斯洛五世。拉斯洛五世在1453年10月28日正式加冕为波希米亚国王。在拉斯洛五世在位的大部分时间里，匈牙利的实际统治者是匈雅提·亞諾什，后者成功地领导了一系列抵御奥斯曼帝国入侵的战役。拉斯洛五世身边的重臣采列伯爵烏爾里希二世与匈雅提·亞諾什素来不和；在匈雅提于1456年死于鼠疫后，他诱使国王任命他接替匈雅提·亞諾什的职务。乌尔里希二世企图谋杀匈雅提·亞諾什的儿子匈雅提·拉斯洛，后者为了报复反过来把他刺杀了。拉斯洛五世愚蠢地将匈雅提·拉斯洛斩首，结果引起了一场政治风暴，他因此不得不逃往布拉格。1457年11月23日，拉斯洛五世在布拉格忽然病逝，当时他正准备与法国国王查理七世的女儿瑪格達萊娜公主结婚。當時的人懷疑小國王是被毒死的，不過近代藉由分析他的遺骸，拉斯洛可能死于腺鼠疫或白血病。
拉斯洛五世去世时年仅17岁，既未结婚也无子嗣。他在三个国家的王位分别由不同的人继承。腓特烈五世兼并了奥地利大公国；匈雅提的另一个儿子匈雅提·马加什继承匈牙利王位；波希米亚摄政波杰布拉德的伊日成为波希米亚国王。

## 资料来源
- G. Vég, Magyarország királyai és királynői, Maecenas, 1990.
- 本条目包含来自公有领域出版物的文本: Chisholm, Hugh (编).  (第11版). London: Cambridge University Press. 1911.

| 拉斯洛五世 哈布斯堡王朝出生于：1440年2月22日逝世於：1457年11月23日 | 拉斯洛五世 哈布斯堡王朝出生于：1440年2月22日逝世於：1457年11月23日        | 拉斯洛五世 哈布斯堡王朝出生于：1440年2月22日逝世於：1457年11月23日 |
| 統治者頭銜                                                         | 統治者頭銜                                                                | 統治者頭銜                                                         |
| ------------------------------------------------------------------ | ------------------------------------------------------------------------- | ------------------------------------------------------------------ |
| 前任： 阿尔布雷希特五世                                            | 波希米亚國王 1453年10月28日—1457年11月23日                                | 繼任： 波杰布拉德的伊日                                            |
| 前任： 阿尔布雷希特五世                                            | 奥地利大公 1440年2月22日—1457年11月23日                                   | 繼任： 腓特烈五世 阿尔布雷希特六世                                 |
| 前任： 阿尔布雷希特五世                                            | 匈牙利国王 1440年2月22日—1457年11月23日 與瓦迪斯瓦夫一世爭位（1440–1444） | 繼任： 马加什一世                                                  |

1. ↑  周力行 <捷克史> P176